# Guerra di Padova
La guerra di Padova fu un conflitto combattuto nel 1404-1405 tra la Serenissima Repubblica di Venezia e lo Stato Carrarese, conclusosi con la conquista veneziana di Padova e dell'intero Veneto e la fine della Signoria della famiglia Da Carrara.

## Preludio

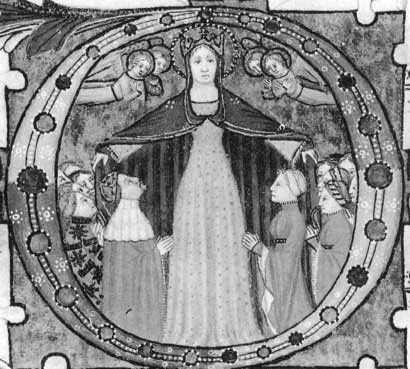
Miniatura raffigurante la duchessa di Milano Caterina Visconti.

La crescente potenza dei Carraresi già da tempo preoccupava Venezia, che vedeva minacciate le proprie vie commerciali nell'entroterra e i propri confini sulla Terraferma. Già con la Guerra di Chioggia del 1379-1381 le due potenze venete erano venute alle armi, senza però riuscire ad alterare lo status quo.
La morte, nel 1402, del Duca di Milano Gian Galeazzo Visconti fornì la miccia per un nuovo conflitto. La morte del Visconti aveva infatti lasciato temporaneamente il Ducato di Milano, l'altra grande potenza dell'Italia settentrionale, privo di una guida forte e preda dell'espansionismo dei suoi tradizionali nemici: la Repubblica di Firenze e gli stessi Carraresi di Padova, che ne avevano approfittato occupando città e castelli. La duchessa Caterina Visconti, reggente per il figlio Giovanni Maria, aveva allora chiesto aiuto al doge di Venezia Michele Steno, promettendo, nel marzo 1404 la cessione di Verona, occupata dai Carraresi, e Vicenza, allora assediata.
Poiché il 24 aprile la dedizione di Vicenza alla Serenissima aveva reso quest'ultima di fatto signora di quel territorio, Venezia pretese dal nuovo Signore carrarese, Francesco Novello, che ponesse termine alle devastazioni delle terre beriche.
Poiché però Francesco Novello persisteva nel mettere a ferro e fuoco il vicentino e poiché, inoltre, il 7 maggio anche Cologna Veneta si era data a Venezia, ma era stata occupata dai Carraresi, per la Repubblica di Venezia la guerra divenne inevitabile.

Frattanto Caterina Visconti cedeva alla Repubblica anche Belluno (18 maggio), Bassano del Grappa (10 giugno) e Feltre (15 giugno), da cui, per un'antica legge del 1220, vennero espulsi tutti coloro che possedessero terre nel padovano.

## Il conflitto
Venezia nominò quindi Capitano Generale dell'esercito campale il pesarese Pandolfo Malatesta, provvedendo al contempo a fortificare le lagune e le foci dei fiumi, che costituivano la principale via d'accesso dall'entroterra. L'esercito venne raccolto facendo ampio ricorso ai più famosi capitani di ventura del tempo: Paolo Savelli, Taddeo Dal Verme, Obizzo da Polenta, Signore di Ravenna, e altri, mentre una piccola flottiglia fluviale, al comando del patrizio Marco Grimani, doveva sostenere le operazioni di terra.
Nonostante la rapida conquista della fortezza di Gambarare, porta d'accesso al Padovano, la costruzione di un vallo difensivo da parte dei Carraresi sbarrò ugualmente il passo ai Veneziani. A quel punto il Marchese di Ferrara Niccolò d'Este ne approfittò per rioccupare il Polesine, che Venezia teneva a pegno d'un debito da lui contratto con la Repubblica, cui si erano frattanto alleati i Gonzaga di Mantova.

I Veneziani, alla guida di Carlo Zeno, riuscirono infine a forzare l'accesso alle terre patavine transitando attraverso le paludi che circondavano Piove di Sacco, attraverso le quali furono eretti argini e camminamenti. Le truppe di Francesco Novello furono sconfitte e costrette a ritirarsi in Padova, dove vennero strette d'assedio, mentre truppe veneziane e alleate entravano nel Veronese.
Agli inizi del 1405 comando dell'armata della Serenissima venne quindi affidato a Paolo Savelli, che strinse ancor più d'assedio Padova, dove presto giunse anche la flotta di Fantino Michiel. La situazione spinse il Marchese di Ferrara a firmare la pace il 14 marzo, restituendo il Polesine e pagando un pesante indennizzo.

Il 24 giugno, infine, Verona cadde e si diede a Venezia. Nell'occasione venne fatto prigioniero Jacopo Da Carrara, figlio di Francesco Novello.
Di fronte alla prospettiva della sconfitta, con Padova assediata e colpita dalla peste, i Carraresi si risolsero a trattare, ma proprio quando sembrava che si fosse giunti ad un accordo per un onorevole esilio a Monselice, Francesco Novello, sperando nel soccorso di Firenze, con una rapida sortita riuscì a spezzare l'assedio, mettendo in fuga le truppe che circondavano città.

Venezia rispose gettando, il 25 settembre, Jacopo Da Carrara al carcere duro, pretendendo, per la liberazione, che fosse lasciato libero Obizzo Da Polenta, prigioniero dei Padovani, e che si pagasse un riscatto di tremila e cinquecento ducati.
Vennero conquistate Camposampiero e Monselice, vennero deviate le acque del Brenta e del Bacchiglione, che alimentavano Padova, mentre la Serenissima, abbandonato ogni proposito di accordo, pretendeva la dedizione incondizionata della città.
Nel tentativo di avere ragione delle difese di Padova perse la vita il Capitano Generale Savelli, cui furono tributati imponenti funerali a Venezia e la sepoltura nella basilica di Santa Maria Gloriosa dei Frari. Il caduto venne sostituito nel comando da Galeazzo Cattaneo da Grumello.
Mentre il 20 novembre Francesco Novello si consegnava al Cattaneo nella speranza di poter trattare coi Veneziani, questi, il 22 novembre, dopo essersi accordati coi magistrati cittadini per la consegna della città, entrarono in Padova, che quella stessa sera fece formale atto di dedizione.

## Epilogo
Alla fine del conflitto, Venezia si trovò improvvisamente proiettata in un'ottica di potenza terrestre, padrona dell'intero Veneto, dal Polesine sino ai confini con il Friuli, dalla laguna fino ai confini con la Lombardia. In questi nuovi territori venne quindi esteso il sistema dei reggimenti, sui quali già si basavano i possedimenti oltremarini: le nuove terre andarono a formare il primo nucleo dei Domini di Terraferma della Repubblica.
Gli ultimi Carraresi, Francesco Novello e i figli Jacopo e Giacomo III, furono condotti in prigionia a Venezia, sull'isola di San Giorgio Maggiore. Il 30 novembre, però, dopo la scoperta di un tentativo di congiura ai danni dello Stato, costata a Carlo Zeno il disonore e l'esilio, i due vennero prima trasferiti nelle prigioni sotterranee di Palazzo Ducale (i cosiddetti pozzi) e quindi giustiziati per strangolamento alla metà di gennaio del 1406.